# Hausboot (Film)
Hausboot (Originaltitel: Houseboat) ist eine Liebeskomödie aus dem Jahr 1958 von Regisseur Melville Shavelson, der gemeinsam mit Jack Rose auch das Drehbuch schrieb. Die Hauptrollen spielten Cary Grant und Sophia Loren.

## Handlung
Tom Winters ist ein erfolgreicher Washingtoner Staatsbediensteter. Als seine Frau, von der er bereits seit Jahren getrennt lebt, bei einem Unfall ums Leben kommt, muss der als Vater völlig unerfahrene Jurist sich von einem Tag auf den anderen um seine drei Kinder kümmern. Die aufgeweckten Geschwister Robert, David und Elizabeth stehen ihrem Vater allerdings ziemlich skeptisch gegenüber. So sehr Tom sich auch bemüht, das kesse Trio lässt keine Gelegenheit aus, ihm das Leben schwer zu machen. Außerdem ist sein enges Apartment in der Stadt alles andere als eine kindgerechte Unterkunft.
Aus Platzmangel beschließt Tom, eine neue Wohnung und eine Haushälterin zu suchen. Als eines Tages die attraktive Cinzia Zaccardi vor seiner Tür steht, um den Ausreißer Robert nach Hause zu bringen, bietet er ihr den Job der Haushälterin und des Kindermädchens an. Er ahnt nicht, dass es sich bei Cinzia in Wahrheit um die verwöhnte Tochter des cholerischen Stardirigenten Zaccardi handelt, die ihrerseits Abwechslung vom monotonen Tagesablauf sucht. Aus einer Laune heraus lässt sie sich auf das Spiel ein und nimmt die Stelle an. Sie ist zwar für jegliche Art von Hausarbeit völlig ungeeignet, kann dafür aber blendend mit Toms Kindern umgehen.
Es dauert nicht lange, bis Robert, Elizabeth und David Cinzia tief in ihr Herz geschlossen haben. Nun fehlt nur noch eine passende Bleibe. Nachdem sich die Möglichkeit, das Landhaus von Toms Schwägerin zu übernehmen, auf turbulente Weise zerschlagen hat, mietet Tom notgedrungen ein Hausboot auf dem Potomac River. Die außergewöhnliche Behausung wird allerdings schon bald zum Schlachtfeld für einen stürmischen „Krieg der Geschlechter“. Immer wieder geraten die stolze Cinzia und der strenge Tom in Streitereien. Aber auch in Herzensangelegenheiten fliegen auf dem Hausboot die Funken. Als Cinzia bei einer Feier von Toms eifersüchtiger Schwägerin und ihrem Anhang beleidigt wird, ergreift Tom Partei für Cinzia und entscheidet sich für ein gemeinsames Leben mit ihr und den Kindern. Am Ende heiraten beide im harmonischen Kreise ihrer Angehörigen auf dem Hausboot.

## Hintergrund
- Das ursprüngliche Drehbuch schrieb Cary Grants damalige Ehefrau Betsy Drake, die zunächst auch für die weibliche Hauptrolle im Film vorgesehen war. Grant hatte aber bereits ein Jahr zuvor, während der Dreharbeiten zu Stolz und Leidenschaft, eine Affäre mit Sophia Loren begonnen und ihr sogar einen Heiratsantrag gemacht. Er hoffte, mit der Arbeit in Hausboot an die damalige Beziehung anknüpfen zu können. Sophia Loren war über die erneuten Avancen ihres Schauspielerkollegen verärgert, da sie inzwischen mit Carlo Ponti liiert war, den sie dann auch während der Dreharbeiten am 17. September 1957 heiratete. Dieser Konflikt stellte eine Belastung für alle Beteiligten am Filmprojekt dar. Das Drehbuch wurde von Melville Shavelson und Jack Rose drastisch umgeschrieben und hatte dann nur noch wenig Ähnlichkeit mit dem ursprünglichen Konzept von Betsy Drake.[1]
- Die Dreharbeiten fanden von August 1957 bis Oktober 1957 in Washington, D.C. und in Fort Washington statt.[2]
- Kinostart in den USA war am 19. November 1958 und in Deutschland am 29. September 1959.[3]
- Das klassische Musikstück, welches während Tom Winters Konzertbesuch mit seinen Kindern von Zaccardi dirigiert und von Cinzia gestört wird, ist der 2. Satz, Andante con moto, aus der 4. Sinfonie, der „Italienischen“, von Felix Mendelssohn Bartholdy.

## Kritiken
„Wirklichkeitsferne Komödie in grellen Farben, deren Bekenntnis zur Familie durch Halbwahrheiten, plakative Geschlechterrollen und Klamauk verdeckt wird. Die nicht sonderlich inspirierte Inszenierung erhält ihre komödiantischen Glanzlichter durch die beiden gut aufgelegten Hauptdarsteller, die mit ihren unterschiedlichen Temperamenten für gute Unterhaltung sorgen.“

„Ein netter Film aus dem Happy-Family-Genre, das Hollywood in früheren Jahrzehnten mit wahrer Leidenschaft gepflegt hat, bis es die Thematik mehr und mehr den einschlägigen Fernsehserien überließ; nach Houseboat hat man dergleichen nicht mehr oft im Kino erlebt, schon gar nicht in solcher Starbesetzung.“

## Auszeichnungen
- Der Film erhielt zwei Nominierungen für die Oscarverleihung 1959: In der Kategorie Bester Song war das Komponisten-Duo Jay Livingston und Ray Evans für den Titel Almost in Your Arms (Love Song from Houseboat) nominiert, in der Kategorie Bestes Originaldrehbuch waren die Drehbuchautoren Melville Shavelson und Jack Rose nominiert.
- Harry Guardino war für einen Golden Globe 1959 als Bester Nebendarsteller nominiert.
- Der Film gewann bei den Laurel Awards 1959 zwei Auszeichnungen: einmal in der Kategorie Beste Komödie und Cary Grant in der Kategorie Bester Hauptdarsteller in einer Komödie.

## Sonstiges
Die Handlung der deutschen Filmkomödie Ein Hausboot zum Verlieben (2009) zitiert Motive aus dem Film.

## DVD-Veröffentlichung
- Hausboot, CIC Video/Paramount Home Entertainment 2004